# Social Butterfly
Social Butterfly är en låt av Amir Aly och Henrik Wikström. Låten framfördes av Rasmus Viberg i den första deltävlingen av Melodifestivalen 2011 i Luleå, där den hamnade på en sjätte plats. Låten gick därmed inte vidare.